# Timo Lavikainen
Timo Lavikainen (né en 1974 à Joensuu en Finlande) est un acteur finlandais.

## Biographie
Lavikainen est né en 1974 à Joensuu en Finlande. Il est principalement connu pour avoir joué dans Very Cold Trip, Helmiä ja sikoja, Pitkä kuuma kesä, Koirankynnen leikkaaja et Leijonasydän. Il a été nommé pour un Jussi Award pour son rôle dans Pitkä kuuma kesä.

## Filmographie
| Année | Film                   | Rôle                |
| ----- | ---------------------- | ------------------- |
| 1999  | Pitkä kuuma kesä       | Kukkonen            |
| 2003  | Helmiä ja sikoja       | Ruho                |
| 2004  | Koirankynnen leikkaaja | Leinonen            |
| 2008  | 8 päivää ensi-iltaan   | Gil                 |
| 2010  | Very Cold Trip         | Tapio Räihänen      |
| 2011  | Roskisprinssi          | Éditeur de journaux |
| 2012  | Kimmo                  | Kaitsu              |
| 2013  | Leijonasydän           | Olli                |
| 2014  | Mielensäpahoittaja     | Taksinkuljettaja    |
| 2015  | Very Cold Trip 2       | Tapio Räihänen      |

## Nominations
- Jussi Award : Meilleur acteur de soutien en 1999 dans Pitkä kuuma kesä (avec Mikko Hakola, Jimi Pääkallo et Olli Sorjonen)[1].